# Communauté d'agglomération du pays de Romans
La communauté d'agglomération du Pays de Romans était une communauté d'agglomération française, située dans le département de la Drôme en région Auvergne-Rhône-Alpes.

## Composition
Elle regroupait 21 communes :
- Châtillon-Saint-Jean
- Clérieux
- Crépol
- Génissieux
- Geyssans
- Granges-les-Beaumont
- Le Chalon
- Miribel
- Montmiral
- Montrigaud
- Mours-Saint-Eusèbe
- Parnans
- Peyrins
- Romans-sur-Isère
- Saint-Bardoux
- Saint-Bonnet-de-Valclérieux
- Saint-Christophe-et-le-Laris
- Saint-Laurent-d'Onay
- Saint-Michel-sur-Savasse
- Saint-Paul-lès-Romans
- Triors

## Histoire
Les dates clefs du Pays de Romans :
- 1965 : création du syndicat intercommunal de la Plaine Romanaise (SIPR)
- 1966 : création du syndicat intercommunal des Communes Rurales (SICR)
- 1er janvier 1988 : création du syndicat d'aménagement du Pays de Romans (SAPR), après fusion du SICR et du SIPR.
- 22 décembre 1997 : création de la communauté de communes du Pays de Romans après dissolution du SAPR. Le Pays de Romans compte alors 17 communes : Châtillon-Saint-Jean, Clérieux, Crépol, Geyssans, Granges-les-Beaumont, Le Chalon, Miribel, Montmiral, Mours-Saint-Eusèbe, Parnans, Peyrins, Romans-sur-Isère, Saint-Bonnet-de-Valclérieux, Saint-Laurent-d'Onay, Saint-Michel-sur-Savasse, Saint-Paul-lès-Romans et Triors.
- 1998 : adhésion de la commune de Montrigaud.
- 2000 : adhésion de la commune de Saint-Christophe-et-le-Laris.
- 2001 : adhésion de la commune de Saint-Bardoux.
- 2010 : adhésion de la commune de Génissieux. Le territoire du Pays de Romans ne compte plus d'enclave.
- 1er janvier 2011 : transformation du Pays de Romans en communauté d'agglomération.
- 1er janvier 2014 : fusion des communautés d'agglomération du pays de Romans, de Valence Agglo – Sud Rhône-Alpes, et des communautés de communes du canton de Bourg-de-Péage et des Confluences Drôme Ardèche pour former une seule et même structure : la communauté d'agglomération Valence-Romans Sud Rhône-Alpes.

## Compétences
La communauté d'agglomération exerçait des compétences d'intérêt communautaire en matière de :
- développement économique ;
- aménagement de l'espace au niveau communautaire ;
- équilibre social de l'habitat ;
- politique de la ville de niveau communautaire ;
- protection et de mise en valeur de l'environnement et du cadre de vie ;
- construction, aménagement, entretien et gestion d'équipements culturels et sportifs d'intérêt communautaire ;
- action sociale d'intérêt communautaire.

Le Pays de Romans exerçait également d'autres compétences en matière de cartographie, de SIG, d'accueil des gens du voyage, d'environnement, d'éclairage public, d'informatisation des écoles, de lecture publique, d'activité musicale et d'énergies renouvelables.

## Administration

### Liste des présidents
| Période                                  | Période | Identité          | Étiquette | Qualité |
| ---------------------------------------- | ------- | ----------------- | --------- | ------- |
| Les données manquantes sont à compléter. |         |                   |           |         |
| ?                                        | ?       | Gérard Chaumontet | PS        |         |
| 2008                                     | 2014    | Philippe Drésin   | PS        |         |

## Démographie
| 1968   | 1975   | 1982   | 1990   | 1999   | 2006   | 2011   |
| ------ | ------ | ------ | ------ | ------ | ------ | ------ |
| 41 606 | 43 613 | 45 732 | 47 343 | 48 844 | 51 202 | 52 565 |

| Hommes | Classe d’âge | Femmes |
| ------ | ------------ | ------ |
| 0,5    | 90 ans ou +  | 1,3    |
| 7      | 75 à 89 ans  | 11,4   |
| 15,8   | 60 à 74 ans  | 16     |
| 20,2   | 45 à 59 ans  | 19,6   |
| 19,3   | 30 à 44 ans  | 18,2   |
| 16,5   | 15 à 29 ans  | 15,6   |
| 20,7   | 0 à 14 ans   | 17,9   |

| Hommes | Classe d’âge | Femmes |
| ------ | ------------ | ------ |
| 0,5    | 90 ans ou +  | 1,2    |
| 7,1    | 75 à 89 ans  | 10,1   |
| 15,5   | 60 à 74 ans  | 16     |
| 20,6   | 45 à 59 ans  | 20,4   |
| 19,3   | 30 à 44 ans  | 18,9   |
| 17,1   | 15 à 29 ans  | 15,6   |
| 20     | 0 à 14 ans   | 17,8   |

## Économie

### Emploi
En 2011, la population âgée de 15 à 64 ans s'élevait à 32 192 personnes, parmi lesquelles on comptait 71,2 % d'actifs dont 60,9 % ayant un emploi et 10,3 % de chômeurs.
On comptait 21 132 emplois dans la zone d'emploi. Le nombre d'actifs ayant un emploi résidant dans la zone étant de 19 864, l'indicateur de concentration d'emploi est de 106,4 %, ce qui signifie que l'intercommunalité offrait plus d'un emploi par habitant actif.
L'intercommunalité comptait 3 316 chômeurs ; le taux de chômage s'élevait à 14,5 %.
La répartition des 20 894 emplois par catégorie socio-professionnelle et par secteur d'activité est la suivante :
| Échelle | Agriculteurs exploitants | Artisans, commerçants, chefs d'entreprise | Cadres et professions intellectuelles supérieures | Professions intermédiaires | Employés | Ouvriers |
| ------- | ------------------------ | ----------------------------------------- | ------------------------------------------------- | -------------------------- | -------- | -------- |
| EPCI    | 1,6 %                    | 6,9 %                                     | 11,2 %                                            | 27,1 %                     | 29,0 %   | 24,2 %   |
| France  | 1,8 %                    | 6,3 %                                     | 16,7 %                                            | 24,4 %                     | 28,3 %   | 21,4 %   |

| Échelle | Agriculture | Industrie | Construction | Commerce, transports, services divers | Administration publique, enseignement, santé, action sociale |
| ------- | ----------- | --------- | ------------ | ------------------------------------- | ------------------------------------------------------------ |
| EPCI    | 2,3 %       | 19,9 %    | 7,0 %        | 38,1 %                                | 32,7 %                                                       |
| France  | 2,9 %       | 13,1 %    | 6,9 %        | 45,9 %                                | 31,2 %                                                       |

### Entreprises et établissements
Au 31 décembre 2012, l'intercommunalité comptait 5 607 établissements actifs (17 367 postes salariés), dont la répartition est la suivante :
| Secteur d'activité    | Agriculture | Industrie | Construction | Commerce, transports, services divers | Administration publique, enseignement, santé, action sociale |
| --------------------- | ----------- | --------- | ------------ | ------------------------------------- | ------------------------------------------------------------ |
| Établissements actifs | 10,2 %      | 6,1 %     | 10,8 %       | 58,7 %                                | 14,1 %                                                       |
| Postes salariés       | 0,9 %       | 23,4 %    | 6,7 %        | 34,5 %                                | 34,5 %                                                       |

L'intercommunalité compte presque autant de postes salariés dans les secteurs du commerce que de l'administration.